# Código de Menores de 1927
O Código de Menores de 1927, sancionado pelo então Presidente do Brasil, Washington Luís, foi uma legislação que estabeleceu as normas para o tratamento legal de menores de idade em situações de vulnerabilidade social ou que tivessem cometido atos infracionais. O código introduziu um sistema de justiça juvenil para lidar com crianças e adolescentes em conflito com a lei. Estabeleceu, pela primeira vez no Brasil, dezoito anos como idade de maioridade penal.